# Orchestra Sinfonica della Radio Slovacca
L'Orchestra Sinfonica della Radio Slovacca (Symfonický orchester Slovenského rozhlasu), precedentemente nota come Orchestra sinfonica della radio ceco-slovacca e Orchestra Sinfonica CSR, è un'orchestra sinfonica con sede a Bratislava, in Slovacchia.
Fondata nel 1929 per servire la Radio Slovacca (Slovenský rozhlas), l'orchestra divenne particolarmente collegata alla musica dei compositori slovacchi, in particolare Alexander Moyzes, Eugen Suchoň e Ján Cikker.
Tra i direttori principali dell'orchestra figurano Krešimir Baranović, Ľudovít Rajter, Ladislav Slovák, Václav Jiráček, Otakar Trhlík, Bystrík Režucha, Ondrej Lenárd (1977–90), Róbert Stankovský (1990–2001), Charles Olivieri-Munroe (2001–03), Oliver von Dohnanyi (2006–07) e Mario Kosik.
L'orchestra è diventata famosa all'estero attraverso le sue trasmissioni e registrazioni, in particolare per l'etichetta Naxos Records.